# Magas (Kyrene)
Magas (altgriechisch Μάγας Mágas; * spätestens 320 v. Chr.; † ca. 250 v. Chr.) war ein König von Kyrene im heutigen nordöstlichen Libyen. Ihm gelang es, die Unabhängigkeit Kyrenes von der Ptolemäerdynastie in Ägypten zu erzwingen.
Magas war der Sohn eines ansonsten nicht weiter bekannten makedonischen Adligen namens Philippos und von Berenike I., die 317 in zweiter Ehe den ägyptischen König Ptolemaios I. geheiratet hatte. Magas war somit ein Halbbruder von Ptolemaios II. Philadelphos.
Nachdem es ihm gelungen war, im Jahre 300 einen fünfjährigen Aufstand in Kyrene niederzuschlagen, wurde er dort durch starke Fürsprache seiner Mutter ptolemäischer Statthalter. Nach dem Tod seines Stiefvaters (283) verwandelte er diese Statthalterschaft in eine selbständige Herrschaft. Um 276 wagte er den offenen Bruch und krönte sich selbst zum König von Kyrene.
Magas heiratete Apame, die Tochter des Seleukidenkönigs Antiochos I. und nutzte die Heiratsallianz, um ein Abkommen zur Invasion Ägyptens zu schließen. Er eröffnete die Feindseligkeiten gegen seinen Halbbruder 274 durch Angriffe auf Ägypten von Westen her, während Antiochos von Palästina her attackierte. Magas musste jedoch seine Aktivitäten aufgrund einer internen Revolte der Marmaridae, libyscher Nomaden, abbrechen. Im Osten unterlag Antiochos gegen die Armeen der Ptolemäer.
Über die Verwaltung der Kyrenaia durch Magas ist wenig bekannt; er war wenigstens einmal eponymer Priester des kyrenischen Apollon, und erhielt schon zu Lebzeiten einen Kult. Magas prägte Münzen nach ptolemäischen Standard mit dem Bild Ptolemaios’ I., auf den er seine Legitimität gründete; unklar ist, ob lokale Münzen weiter geprägt wurden. Magas gehörte zu den Königen, denen Aśoka buddhistische Missionare schickte (Edikte des Ashoka). Kurz vor seinem Tod um 250 verlobte Magas seine Tochter Berenike II. mit Ptolemaios III. – eine Kehrtwende der Politik, die von Apame später nicht mehr getragen wurde.